# Der heilige Hieronymus im Gehäuse (Antonello da Messina)
Der hl. Hieronymus im Gehäuse (auch: Der hl. Hieronymus im Gehäus) ist ein Gemälde von Antonello da Messina. Es entstand in der zweiten Hälfte des 15. Jahrhunderts. Das Bild ist eines der ersten Gemälde in der italienischen Malerei, welches in der Technik der Ölmalerei entstand.

## Kunsthistorischer Hintergrund
Die bis dahin in der italienischen Malerei angewandte Temperatechnik konnte die Präzision und den Glanz der bereits von niederländischen Malern angewandten Öltechnik nicht erreichen. Antonello übernahm wohl bei einem Aufenthalt in Mailand 1456 vom Niederländer Petrus Christus diese Technik. Giorgio Vasari hatte zwar geschrieben, Antonello sei in Flandern gewesen und dort ein Freund Jan van Eycks geworden. Diese Darstellung wird von der jüngeren Forschung mittlerweile als unwahrscheinlich abgelehnt. Antonello führte die Technik als erster in Venedig ein und bildete darin seine Schüler und Kollegen aus.

## Die Darstellung

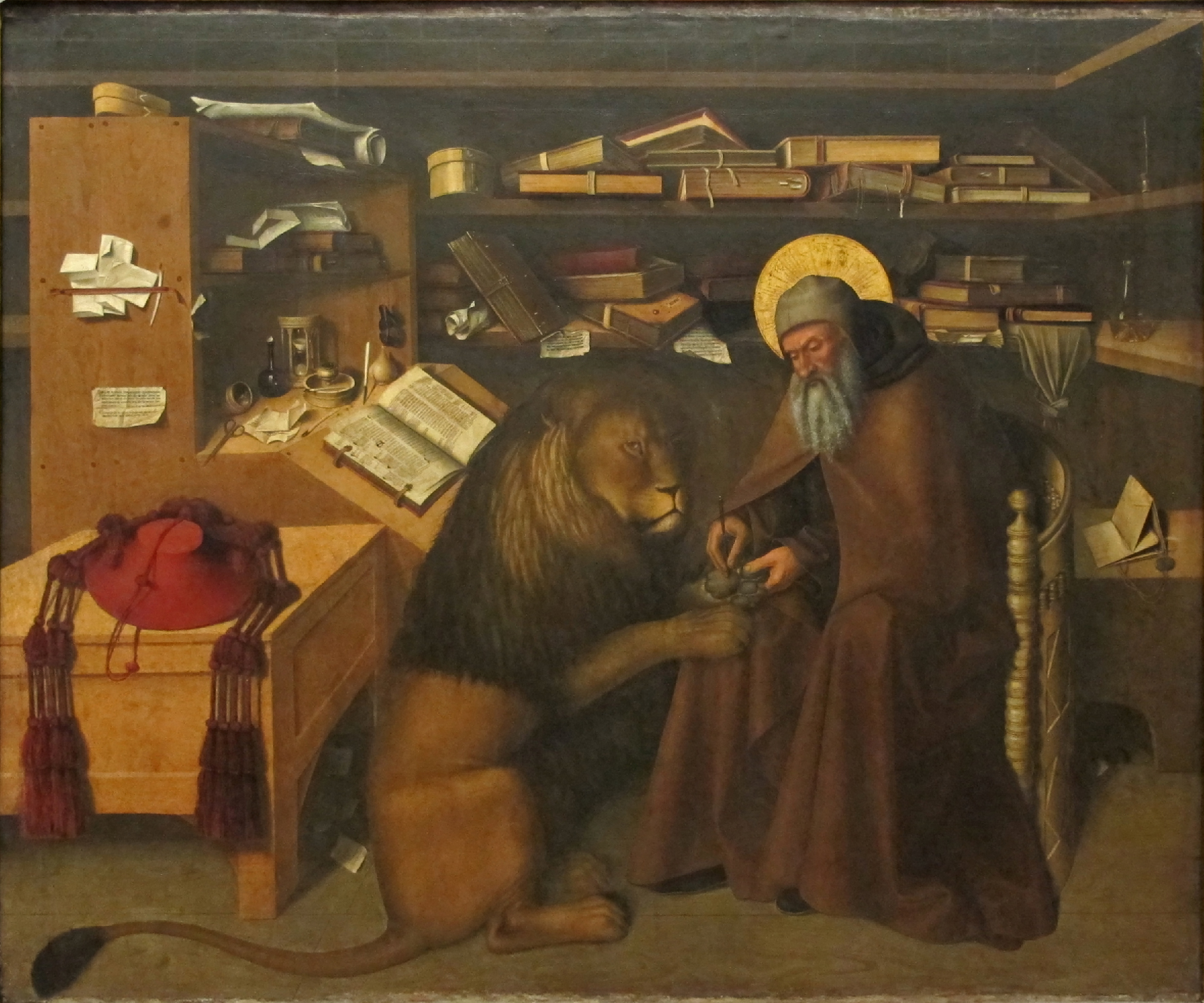
Der hl. Hieronymus von Colantonio del Fiore

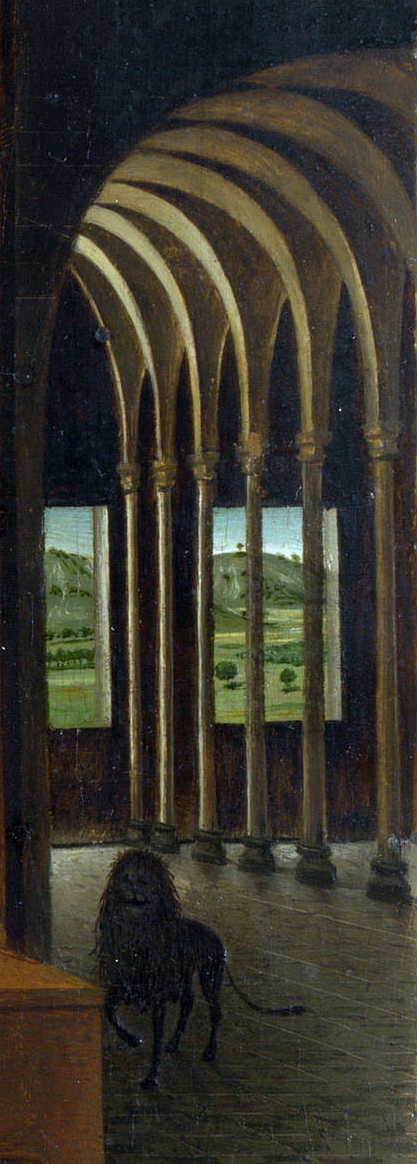
Der Löwe unter dem Rundgewölbe

Die Vorlage zu diesem Gemälde könnte das Bild Der hl. Hieronymus seines Lehrers Colantonio del Fiore gewesen sein, dieser schuf es zwischen 1445 und 1450 in Neapel. Der Legende nach zog der Heilige einem Löwen einen Dorn aus der Pranke, dieser soll ihn dann stets zahm begleitet haben. Colantonio stellt in seinem Gemälde den Heiligen auch in einer Schreibstube dar und zwar in dem Moment, in dem er den Löwen vom Dorn befreit.
Antonello gibt dieser Szene hingegen keinen Raum. Sein Hieronymus ist im Stile eines gebildeten Humanisten dargestellt. Der Löwe als eines seiner Attribute ist auch vorhanden, tritt aber in den Schatten (rechte Bildhälfte unter dem Rundgewölbe). Das zweite Attribut, der Kardinalshut, liegt auf einer Bank hinter dem lesenden Heiligen.
Das Bild öffnet sich durch den Blick in ein sorgfältig dargestelltes steinernes Portal. Diese Methode der Erzeugung von Tiefenwirkung dürfte Antonello ebenfalls von der niederländischen Malerei übernommen haben, sie war dort schon länger angewandt worden.
Auch an niederländische Technik erinnert die perspektivische Darstellung der Bodenkacheln mit ihren „virtuosen“ Schattenwirkungen. Die Lichtführung des Bildes ist ungewöhnlich. Zugleich fällt Licht von vorne auf das Portal, ebenso von der Rückseite durch die Fenster sowie „von unten“ zur Erleuchtung der Gewölbe, auch sie lehnt sich an Beispiele niederländischer Vorbilder an. Das hat dazu geführt, dass das Bild eine Zeitlang Hans Memling zugeschrieben wurde.
Die Gewölbe, die so ungewöhnlich ausgeleuchtet werden, sollen nach süditalienischen Vorbildern gestaltet worden sein.
Es fehlen auch nicht zwei Kräutertöpfe. Kräuterdarstellungen haben in der Malerei der Renaissance eine gewisse Tradition, erkennbar zum Beispiel am Bild Der Traum der heiligen Ursula von Vittore Carpaccio, geschaffen 1495.
Zahlreiche kleine Details, wie zum Beispiel die Katze oder der Pfau, er symbolisiert die Unverweslichkeit des Fleisches durch die Teilnahme des Menschen an der Eucharistie auf dem Portal, geben dem Bild seine „einzigartige Atmosphäre“.

## Nachwirkungen
Die Malerei Antonellos da Messina, insbesondere die neue Technik, wurde recht schnell übernommen. Sein bekanntester unmittelbarer Nachfolger wurde Alvise Vivarini, etwas später und in Wechselwirkung zu ihm dann Giovanni Bellini. Vivarini seinerseits bereitete den späteren „Triumphzug“ der venezianischen Malerei vor, etwa mit den Künstlern Tizian, Giorgione oder Palma Vecchio. Letztlich kann gesagt werden, dass Antonellos Malerei auf alle nachfolgenden venezianischen Künstler starken Einfluss gehabt haben dürfte.